# Сурья (нижний приток Колвы)
Сурья — река в России, протекает по Чердынскому району Пермского края. Устье реки находится в 293 км по левому берегу реки Колва. Длина реки составляет 18 км.
Исток реки на северных склонах горы Водораздел (425,8 НУМ) в 16 км к югу от деревни Черепаново. Генеральное направление течения — северо-запад, всё течение проходит по ненаселённой местности, среди холмов, покрытых лесом. Течение — быстрое. Притоки: Ключников Лог (правый); Малая Сурья, Маленькая Сурейка (левые). Впадает в Колву между деревнями Черепаново и Тиминская. Ширина реки у устья — около 5 метров.

## Данные водного реестра
По данным государственного водного реестра России относится к Камскому бассейновому округу, водохозяйственный участок реки — Кама от водомерного поста у села Бондюг до города Березники, речной подбассейн реки — бассейны притоков Камы до впадения Белой. Речной бассейн реки — Кама.
Код объекта в государственном водном реестре — 10010100212111100005690.